# John August Anderson
John August Anderson (ur. 7 sierpnia 1876 w Rollag, zm. 2 grudnia 1959 w Altadena) – amerykański astronom i fizyk.

## Życiorys
Urodził się w Rollag (Minnesota) i był synem rolników Brede Anderson oraz Ellen Marthy Berg. Anderson otrzymał tytuł licencjata w 1900 z Valparaiso College (Indiana), a w 1904 wstąpił na Uniwersytet Johnsa Hopkinsa, aby uzyskać dyplom z fizyki. Doktoryzował się w 1907, prowadząc badania w zakresie spektroskopii laboratoryjnej pod kierunkiem Josepha Sweetmana Amesa. Po krótkim okresie spędzonym w Rouss Physical Laboratory na University of Virginia, Anderson wrócił do Johns Hopkins w 1908 jako instruktor, a w 1911 został profesorem nadzwyczajnym. Podczas swojego pobytu w Baltimore, Anderson poślubił Josephine Virginia Barron w 1909, małżonkowie nie mieli dzieci.

## Osiągnięcia
Był członkiem wielu organizacji naukowych: American Association for the Advancement of Science, American Astronomical Society, American Chemical Society, American Physical Society, Optical Society of America, Seismological Society. W 1928 został członkiem National Academy of Sciences.

## Wybrane publikacje
- "On the Application of the Laws of Refraction in Interpreting Solar Phenomena", Astrophysical Journal, vol. 31, 1910.
- "A method of investigating the Stark effect for metals, with results for chromium", 1917.
- "The vacuum spark spectrum of calcium", 1924.
- "The Use of Long Focus Concave Gratings at Eclipses", Publications of the Astronomical Society of the Pacific, Vol. 38, 1926.
- J. A. Anderson and Russell W. Porter, "Ronchi's Method of Optical Testing", Astrophysical Journal, vol. 70, 1929.
- "Spectral energy-distribution of the high-current vacuum tube", 1932.
- "On the application of Michelson's interferometer method to the measurement of close double stars", Astrophysical Journal, vol. 51, June 1920.
- "Optics of the 200-inch Hale Telescope", Publications of the Astronomical Society of the Pacific, Vol. 60, 1948.